# Eduard Rifà i Anglada
Eduard Rifà i Anglada   (Manlleu, 3 d'agost de 1882 - Barcelona, 15 de desembre de 1938) fou un empresari català, pioner de les emissions de ràdio a Catalunya i a Espanya. Provenia d'una família d'industrials tèxtils i això el portà a treballar i posteriorment dirigir les empreses familiars de Can Puntí i Can Rifà, de Manlleu. D'altra banda, fundà, juntament amb la seva muller, l'any 1912, l'empresa Ràdio Lot. Inicialment comercialitzava piles, però amb el temps va anar creixent i, entre altres activitats, destaca la fabricació de llanternes, sota la marca LOT, la qual fou molt popular durant els anys 1930, de manera que el nom de la marca va esdevenir el mot substitutiu per anomenar les llanternes, costum que encara perdura. L'any 1929 l'empresa Ràdio Lot obtingué la representació nacional de les neveres elèctriques Frigidaire.
Paral.lel.lament, a aquestes activitats, i a causa de les seves inquietuds, l'any 1924 fundà, juntament amb Royston Saint-Noble i Josep Maria Guillén Garcia, entre d'altres, l'Associació Nacional de Radiodifusió i l'emissora Ràdio Barcelona EAJ-1. Quan, l'any 1929, aquesta emissora fou confiscada per Unión Radio de Madrid, fundà amb altres personalitats Ràdio Associació de Catalunya.
El 1925 fundà i dirigí la primera revista catalana dedicada a la radiodifusió, Ràdio Lot de Barcelona (1925-1929). A més, els anys 1935 i 1936, va dirigir la secció radiofònica del diari L'Instant. Durant els anys 1920 i 1930 publicà nombrosos articles sobre radiodifusió a la revista Ràdio Barcelona, L'instant, La veu de Catalunya, La Publicitat, El Matí, etc...
Com a empresari, fou un home interessat en la implantació de subsidis familiars i altres millores socials des d'una òptica cristiana. Els seus propis treballadors el veien com un home bondadós i revoltat contra les injustícies socials fins al punt que el rescataren de les mans d'uns incontrolats que l'havien pres durant la Guerra Civil.
Els seus estrets lligams amb Manlleu el portaran a presidir la Caixa d'Estalvis Comarcal de Manlleu, entre el 1930 i el 1938.
Durant uns anys, el Premi Eduard Rifà de guions dramàtics originalment escrits per a la ràdio fou un guardó prestigiós que va ser instituït per la Corporació Catalana de Mitjans Audiovisuals.

## Fons personal
El seu fons personal es conserva a l'Arxiu Nacional de Catalunya. És un fons parcial que conté la documentació generada per l'activitat professional del productor, fonamentalment catàlegs de productes, fulletons i altres elements publicitaris de les marques que fabricava o comercialitzava com "Lot" i "Frigidaire". En aquests reculls publicitaris també s'ha conservat imatges d'exposicions i impresos de l'empresa "Radio-Lot". D'altra banda el fons integra la documentació vinculada a l'àmbit de la radiodifusió a Catalunya amb diversos exemplars de la revista "Ràdio Lot" (1928) i articles de premsa de Rifà i Anglada que els fills recolliren en un exemplar monogràfic.

## Premis i reconeixements
- 1946 - Medalla d'Or de Barcelona, a títol pòstum